# Santuario di Nostra Signora della Misericordia (Castiglione Chiavarese)
Il santuario di Nostra Signora della Misericordia è un luogo di culto cattolico situato nella frazione di Missano nel comune di Castiglione Chiavarese, nella città metropolitana di Genova.

## Storia

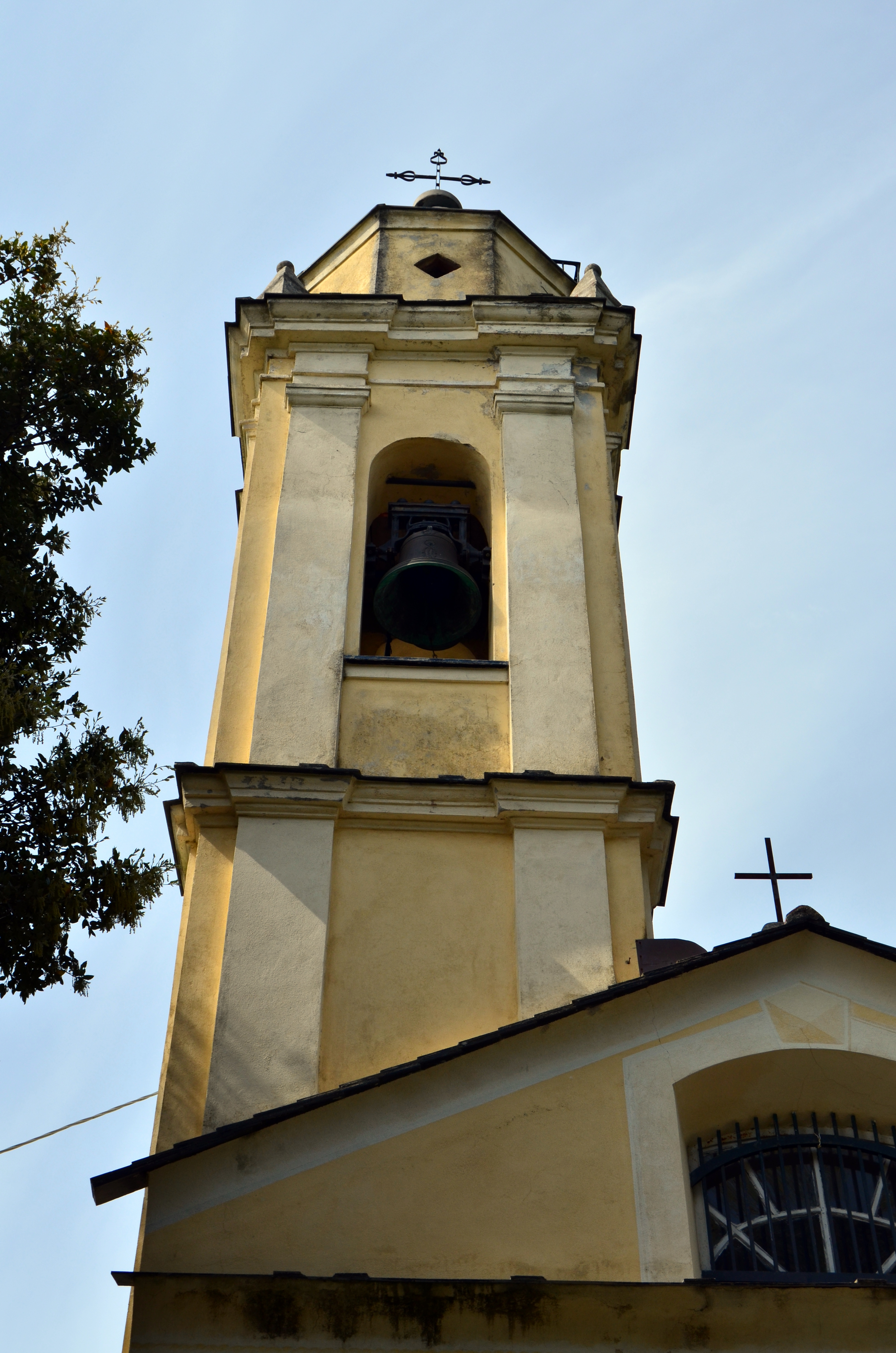
Il campanile

L'edificazione della prima cappella sul colle del Connio è dovuta all'apparizione mariana avvenuta nel 1609, ad una giovane fanciulla del luogo, muta fin dalla nascita e appartenente alla famiglia dei Vietti. La Madonna chiese alla ragazza la costruzione di un luogo di culto ove venerarla e fu quest'ultima, riacquistata miracolosamente la parola, a raccontare al padre quanto accaduto. A prova dell'evento gli diede un rametto di melo avvizzito che subito riacquistò freschezza riempiendosi di fiori e frutti come se appena raccolto.
Fu il padre della fanciulla Giovanni Vietti fu di Gregorio ad eseguire la costruzione della cappella nel corso del 1609 e a commissionare l'esecuzione di una statua della Beata Vergine Maria che venne qui ricoverata e venerata. Una lapide posta nel presbiterio, datata al 23 agosto 1660, testimonia la grande devozione che in seguito si sviluppò attorno all'immagine mariana.
Nella seconda metà dell'Ottocento la primaria cappella fu poi ampliata fino ad assumere le odierne dimensioni e forme architettoniche. Nel corso dell'ultimo e principale restauro del 1995 sono emersi, proprio nella zona presbiteriale, tracce di un'antica muratura che con molta probabilità apparterrebbero alla seicentesca cappella, inglobata nell'attuale struttura.
Il santuario è aperto nei giorni 5-6-7 settembre, la sera; mentre il giorno 8 settembre tutto il giorno per la Natività di Maria. Il 25 aprile di ogni anno, è aperto al mattino.

## Descrizione
Nella zona del transetto sono collocate due cappelle, entrambe con altare: quello di destra dedicato a san Giuseppe e san Michele Arcangelo, l'altro più recente costruito per custodire l'immagine processionale di Nostra Signora della Misericordia.
Al presbiterio sono addossati due piccoli vani costruiti nel 1852 a funzione di sagrestia e di locale dove sono raccolti ed esposti i vari ex voto offerti alla Madonna per grazie ricevute.
L'altare maggiore in marmi policromi fu acquistato nel 1776 a Genova e poi trasportato via mare fino a Sestri Levante dove, infine, giunse presso il colle del Conio di Missano; successivamente venne aggiunta una nicchia marmorea dove venne ricoverata la statua della Beata Vergine Maria. Il pavimento della chiesa è in quadrotte di marmo bianco e bardiglio eseguito nel 1863, mentre quello della sagrestia è stato realizzato nel 1847 da una maestranza locale e in stile veneziano. In origine vi erano pure della balaustre in marmo, coeve dell'altare maggiore, sottratte al santuario in un furto nel 1976.
Dopo un primo restauro della facciata e degli intonaci nel 1886, così come deliberato dalla fabbriceria e dal prevosto di Missano don Giovanni Gianelli, ulteriori interventi furono eseguiti nel 1995 con il rifacimento pure della copertura del tetto. Altri restauri sono stati realizzati nel 2000 con l'abbellimento delle cappelle interne e il restauro della statua processionale.
Il campanile venne realizzato sul finire del Settecento; in precedenza, così come attestato in una visita pastorale di monsignor Giovanni Lercari nel 1768, due campane erano affisse al muro della chiesa. Nel 2005 la popolazione di Missano e altri benefattori hanno donato altre tre nuove campane al santuario, fuse dalla fonderia Capanni di Castelnovo ne' Monti (RE) che sono andate ad aggiungersi e integrarsi alle due già preesistenti, formando un concerto in tonalità Reb.